# José Luis Martínez Gómez
José Luis Martínez Gómez (Saragozza, 19 febbraio 1935 – La Palma, 11 settembre 2017) è stato un cestista spagnolo.

## Carriera
Con la Spagna conquistò la medaglia d'oro ai Giochi del Mediterraneo del 1955.

## Palmarès
- Campionato spagnolo: 3

Real Madrid: 1957, 1958
Barcellona:  1958-59
- Copa del Rey: 2

Real Madrid: 1957
Barcellona: 1959